# Plana (cràter)

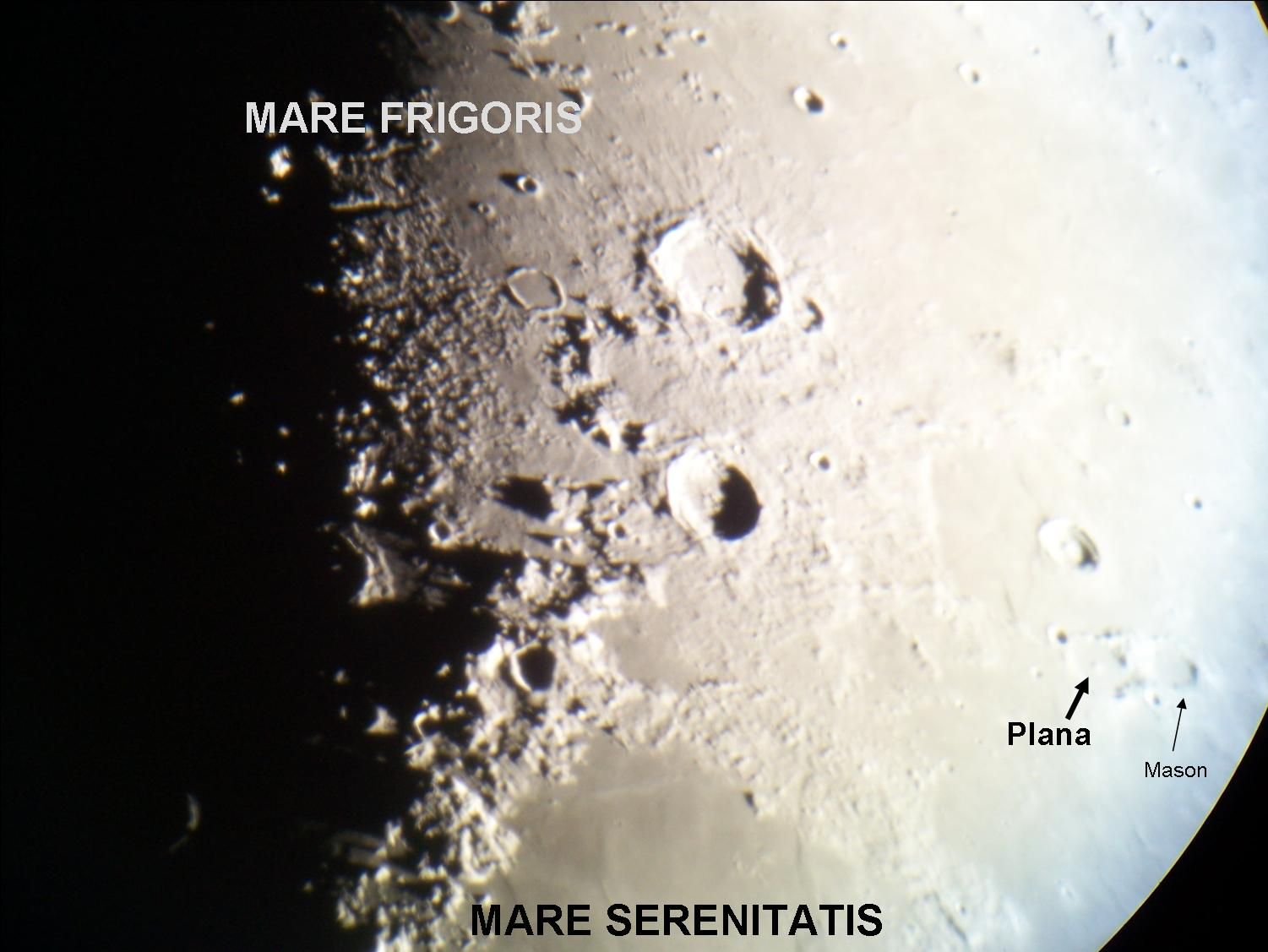
Localització del cràter lunar Plana (fotografia des de l'Observatori McDonald)

Plana és un cràter d'impacte que es troba en el límit entre dos petites mars lunars, amb el Lacus Mortis al nord i el Lacus Somniorum, més gran, en el costat sud. S'uneix al cràter Mason cap a l'est a través d'un tram curt de terreny accidentat. Just al nord de Plana, enmig del Lacus Mortis, es troba el prominent cràter Bürg.

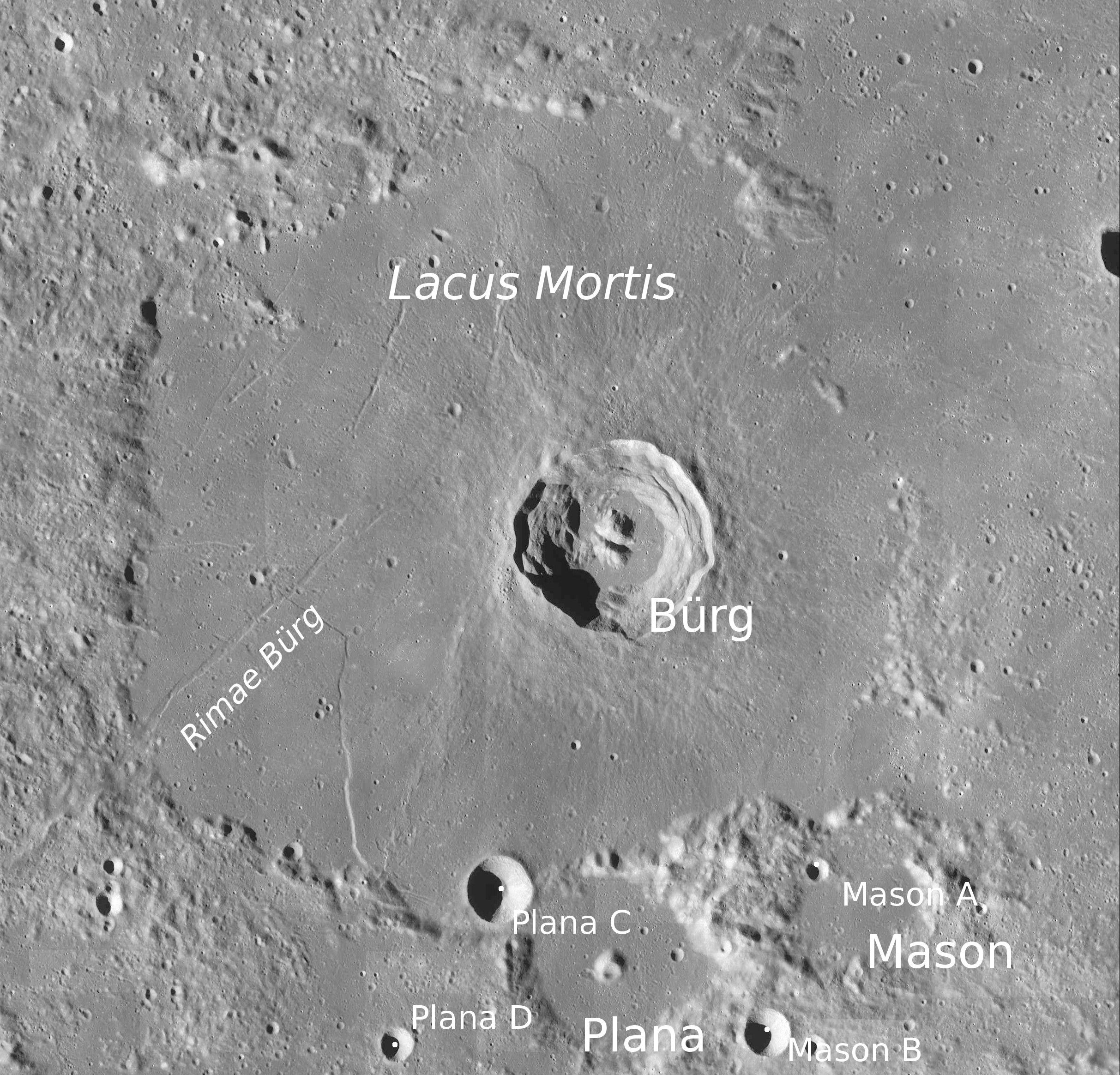
Entorn de Plana. Fotografia de la missió Lunar Reconnaissance Orbiter

Es tracta d'un cràter amb una vora exterior prima que ha estat desgastada i erosionada per successius impactes. Aquesta vora envolta un interior que ha estat inundat per la lava basàltica, deixant una superfície anivellada sobre la qual només sobresurt un pic central. Un petit cràter marca el sector est de la vora, estant el sòl interior gairebé lliure d'altres marques significatives. La vora exterior té alguns trencaments estrets en el nord-oest, amb el seu costat més baix en la cara sud-oest. Un petit cràter circular ocupa parcialment la part nord-oest del brocal.

## Cràters satèl·lit
Per convenció aquests elements són identificats en els mapes lunars posant la lletra en el costat del punt central del cràter que està més proper a Plana.
|       | \| Plana \| Coordenades \| Diàmetre \| \| ----- \| ------------------------------------ \| -------- \| \| C \| 42° 42′ N, 27° 06′ E / 42.7°N,27.1°E \| 14 km \| \| D \| 41° 42′ N, 26° 12′ E / 41.7°N,26.2°E \| 7 km \| \| E \| 40° 30′ N, 23° 36′ E / 40.5°N,23.6°E \| 6 km \| \| F \| 39° 48′ N, 24° 00′ E / 39.8°N,24.0°E \| 5 km \| \| G \| 39° 06′ N, 22° 54′ E / 39.1°N,22.9°E \| 9 km \| |          |
| Plana | Coordenades | Diàmetre |
| C     | 42° 42′ N, 27° 06′ E / 42.7°N,27.1°E | 14 km    |
| D     | 41° 42′ N, 26° 12′ E / 41.7°N,26.2°E | 7 km     |
| E     | 40° 30′ N, 23° 36′ E / 40.5°N,23.6°E | 6 km     |
| F     | 39° 48′ N, 24° 00′ E / 39.8°N,24.0°E | 5 km     |
| G     | 39° 06′ N, 22° 54′ E / 39.1°N,22.9°E | 9 km     |

El nom Mandela (o Nelson Mandela International Peace Crater) ha estat proposat per a Plana G, en honor de Nelson Mandela, per la Lluna Society International, però aquesta proposta no ha estat aprovada per la UAI.

### Altres referències
- (WGPSN), IAU Working Group for Planetary System Nomenclature. «Gazetteer of Planetary Nomenclature. 1:1 Million-Scale Maps of the Moon» (en anglès).  UAI / USGS, 13-02-2013. [Consulta: 6 abril 2016].
- Andersson, L. E.; Whitaker, E. A.,. NASA Catalogue of Lunar Nomenclature (en anglès).  NASA RP-1097, 1982.
- Blue, Jennifer. «Gazetteer of Planetary Nomenclature» (en anglès).  USGS, 25-07-2007. [Consulta: 2 gener 2012].
- Bussey, B.; Spudis, P.. The Clementine Atlas of the Moon (en anglès).  Nueva York: Cambridge University Press, 2004. ISBN 0-521-81528-2.
- Cocks, Elijah E.; Cocks, Josiah C.. Who's Who on the Moon: A Biographical Dictionary of Lunar Nomenclature (en anglès).  Tudor Publishers, 1995. ISBN 0-936389-27-3.
- McDowell, Jonathan. «Lunar Nomenclature» (en anglès).   Jonathan's Space Report, 15-07-2007. [Consulta: 2 gener 2012].
- Menzel, D. H.; Minnaert, M.; Levin, B.; Dollfus, A.; Bell, B. «Report on Lunar Nomenclature by The Working Group of Commission 17 of the IAU» (en anglès). Space Science Reviews, 12, 1971, pàg. 136.
- Moore, Patrick. On the Moon (en anglès).  Sterling Publishing Co, 2001. ISBN 0-304-35469-4.
- Price, Fred W. The Moon Observer's Handbook (en anglès).  Cambridge University Press, 1988. ISBN 0521335000.
- Rükl, Antonín. Atlas of the Moon (en anglès).  Kalmbach Books, 1990. ISBN 0-913135-17-8.
- Webb, Rev. T. W.. Celestial Objects for Common Telescopes, 6ª edición revisada (en anglès).  Dover, 1962. ISBN 0-486-20917-2.
- Whitaker, Ewen A. Mapping and Naming the Moon (en anglès).  Cambridge University Press, 2003. 978-0-521-54414-6.
- Wlasuk, Peter T. Observing the Moon (en anglès).  Springer, 2000. ISBN 1-85233-193-3.